# Anurognathidae
Die Anurognathidae sind eine Familie kleiner Flugsaurier, die vom Mitteljura bis zur Unterkreide auf Laurasia lebten.

## Merkmale
Im Unterschied zu allen anderen Flugsauriern hatten die Tiere einen froschartigen, kurzen, hochgewölbten Schädel mit abgerundeter Schnauze und großen Schädelfenstern. Das paarige Zwischenkieferbein (Prämaxillare) war verschmolzen und bildete mit einem steil aufsteigenden Fortsatz die vordere Begrenzung der Nasenöffnungen. Ihre wenigen Zähne waren klein, spitz und standen mit weitem Abstand senkrecht im Kiefer. Wahrscheinlich waren die Anurognathidae Insektenfresser. Beim Fossil des chinesischen Jeholopterus lassen sich haarähnliche Hautstrukturen nachweisen.
Wie alle ursprünglichen Flugsaurier hatten die Anurognathidae relativ kurze Mittelhandknochen. Die Flügelspannweite betrug nur höchstens einen halben Meter. Gegenüber den Dimorphodontidae waren ihre Flügel aber länger in Bezug auf die Körpergröße. Die fünfte Zehe der Hinterbeine war dünn, lang und ließ sich abspreizen. Der Schwanz war kurz, verwachsen und besteht bei Anurognathus nur aus elf Wirbeln. Trotzdem gehören die Anurognathidae nicht zu den Kurzschwanzflugsauriern (Pterodactyloidea), sondern haben sich schon früher von der Stammlinie der Flugsaurier abgespalten.

## Gattungen
- Anurognathus
- Batrachognathus
- Dendrorhynchoides
- Jeholopterus
- Versperopterylus[1]